# Лучафэрул
«Лучафэрул» (рум. Luceafărul «Утренняя звезда») — поэма Михая Эминеску, одна из признанных вершин его творчества и румынской поэзии в целом. Работу над поэмой поэт начал в 1873 году и закончил перед публикацией в 1883 году.

## Признание
- Академия рекордов (World Records Academy) в январе 2009 года вынесла своё заключение о том, что «Лучафэрул» является самым длинным стихотворением (98 строф) о любви[5][6]. Этот рекорд держался до появления нового самого длинного стихотворения о любви в 2017 году.[7]
- Одноимённый Кишинёвский ТЮЗ. Республиканский театр «Лучафэрул» в Молдове был основан в 1960 году как театр для детей и юношества. 30 сентября приказом министра культуры Молдавской ССР Артема Лазарева и в соответствии с решением Бюро ЦК и Коллегии Министерства культуры, сославшись на заседание от 18 августа 1960 года, было приказано переименовать Театр для юношества и детей «Ликуричи» в Театр для юношества и детей «Лучафэрул». С 1960 по 1991 год «Лучафэрул» был известен как Театр для молодежи и детей, об этом упоминается в приказе об учреждении учреждения. В 1991 году приказом от 18 марта, подписанным министром культуры и по делам религий Республики Молдова г-ном Ионом Унгуряну, театру «Лучафэрул» был присвоен статус драматического театра и он был переименован в Республиканский театр «Лучафэрул».[8]